# إريك وليامز
إريك وليامز (بالإنجليزية: Erik Williams)‏ هو لاعب كرة قدم أمريكية أمريكي، ولد في 7 سبتمبر 1968 في فيلادلفيا في الولايات المتحدة.

## وصلات خارجية
- إريك وليامز على موقع مرجع كرة القدم المحترفة.كوم (الإنجليزية)